# QSO (CFHQSJ2329-0301)
QSO (CFHQSJ2329-0301) – najodleglejsza od Ziemi znana czarna dziura. Została odkryta za pomocą detektorów CCD czułych na bliską podczerwień należących do wyposażenia kamery Suprime-Cam na teleskopie Subaru na Mauna Kea.
QSO (CFHQSJ2329-0301) znajduje się w odległości 12,8 miliarda lat świetlnych od Ziemi. Masę tej czarnej dziury ocenia się na miliard mas Słońca. Wielkość galaktyki, w której się znajduje QSO (CFHQSJ2329-0301) jest porównywalna z wielkością Drogi Mlecznej. Odległość w jakiej znajduje się czarna dziura wskazuje, że powstała ona na bardzo wczesnym etapie formowania się Wszechświata.